# Hospital El Carmen (Santiago de Chile)
El Hospital El Carmen «Dr. Luis Valentín Ferrada» es un recinto médico concesionado ubicado en la comuna de Maipú, en Santiago de Chile, que presta servicio a los habitantes de dicha comuna y a los de Cerrillos desde que fue inaugurado parcialmente el 7 de diciembre de 2013, estando completamente operativo al año siguiente con cincuenta y cuatro especialidades. Este proyecto se gestó desde fines de los años 1990, teniendo como primer hito la entrega del terreno por parte de la Ilustre Municipalidad de Maipú al Servicio de Salud Metropolitano Central en el 2003. Su realización fue anunciada por la entonces presidenta de Chile, Michelle Bachelet, durante su discurso del 21 de mayo de 2006.

## Historia

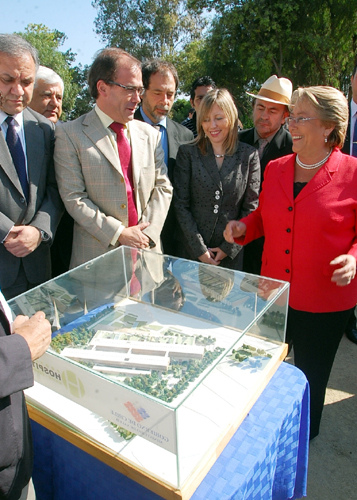
El alcalde de Maipú, Alberto Undurraga, y la presidenta de Chile, Michelle Bachelet, haciendo entrega del terreno del hospital al grupo español San José Tecnocontrol en enero de 2010.

La empresa encargada de construir y posteriormente mantener la infraestructura del hospital es el consorcio español San José Tecnocontrol, que invirtió USD $155 000 000. La concesión a San José —que abarca servicios no clínicos, como estacionamientos, seguridad, sala cuna y alimentación— fue otorgada el 12 de junio de 2009 y estará vigente por quince años, tras los cuales el hospital pasará a ser propiedad del Estado de Chile. Este proyecto, así como el Hospital de La Florida, también a cargo de San José Tecnocontrol, fue destacado por la revista Project Finance como la mayor transacción en infraestructura social de América Latina.
El diseño del recinto corresponde a la firma de arquitectura catalana Bbats Consulting & Projects (Silvia Barbera, Jorge Batesteza y Cristóbal Tirado) y sus socios locales Murtinho+Raby Arquitectos (Pedro Murtinho y Santiago Raby), las cuales, gracias a esta obra, recibieron una mención honrosa durante el 20º Congreso AADAIH, realizado en Buenos Aires, Argentina, cuyo tema fue «Hospitales saludables: una visión - distintos caminos».
Los primeros trabajos de edificación partieron a fines del 2010, cuando se comenzó a remover parte de los 270 000 metros cúbicos de tierra necesarios para emparejar el suelo e instalar pilotes y fundaciones. Otra tarea crucial fue reubicar los tres pozos de agua que la empresa municipal SMAPA poseía en ese lugar. En las faenas trabajaron trescientos veinticuatro obreros, la mayoría habitantes del sector poniente de la capital. A fines de julio de 2011, los cimientos ya estaban construidos, se habían instalado más de trescientos cuarenta aisladores sísmicos elastoméricos y se comenzaban a levantar los pilares.

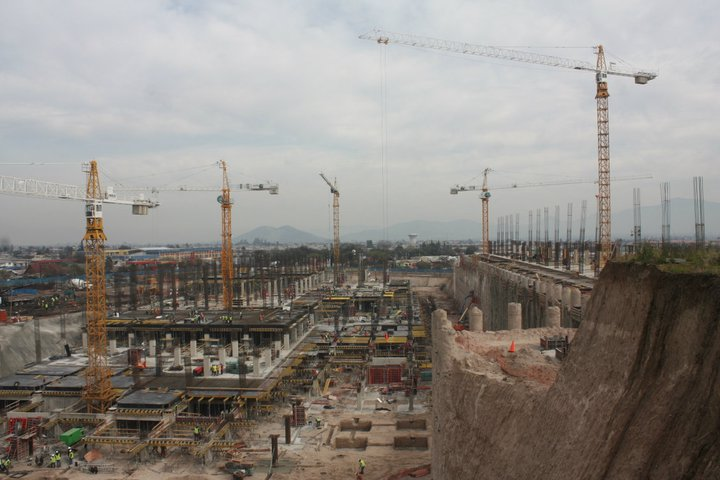
El edificio cuenta con aisladores sísmicos diseñados para resistir terremotos de magnitud 9,5 Richter.

El nombre del hospital fue revelado el 29 de marzo de 2011 durante una visita al sitio de la construcción que realizaron diversas autoridades, entre ellos, el ministro de Salud, Jaime Mañalich, el ministro de Obras Públicas, Hernán de Solminihac, el alcalde de Maipú, Alberto Undurraga, el alcalde de Cerrillos, Alejandro Almendares, y los diputados Mónica Zalaquett y Pepe Auth. El nombre «Hospital del Carmen» hace referencia a la Virgen del Carmen, Patrona de Chile, y fue elegido en conjunto con el Consejo Económico Social de Maipú. Sin embargo, en mayo de 2012, Alejandro Almendares hizo una petición formal a los ministerios de Salud y de Obras Públicas para rebautizar el recinto a «Hospital El Carmen, Dr. Luis Valentín Ferrada» para homenajear al fallecido médico y exalcalde de Maipú, la cual fue aceptada.

El hospital está ubicado en avenida Camino a Rinconada 1001, en el terreno que anteriormente albergaba la Medialuna Municipal de Maipú y un club de fútbol. Este terreno fue cedido por la Municipalidad de Maipú al Ministerio de Bienes Nacionales en abril de 2008, siendo entregado al grupo San José Tecnocontrol en febrero de 2010.

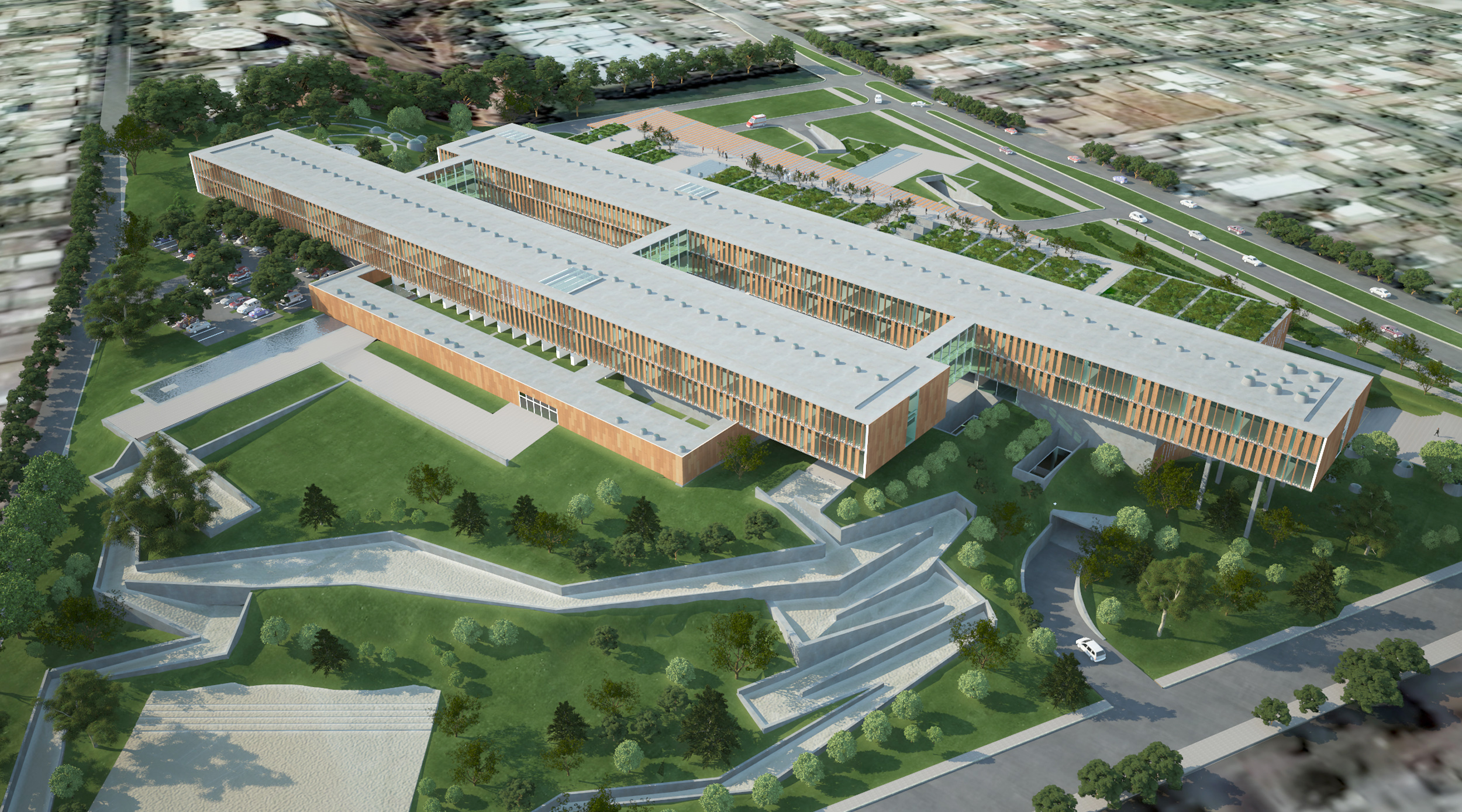
Diagrama del hospital.

Con cinco pisos, dos subterráneos y una superficie de 69 255 m² construidos, el recinto cuenta con 375 camas, 14 salas de urgencia, 41 salas de consultas, 17 salas de procedimiento, 11 pabellones, 6 salas de parto, además de 516 estacionamientos y un oratorio ecuménico. En cada habitación del hospital hay un sistema informático, denominado SinetSur (anteriormente llamado Salud@), que permite a los médicos consultar el historial clínico de sus pacientes a través de códigos de barra que llevan en sus muñecas. El primer cargamento de equipamiento médico arribó al hospital el 18 de mayo de 2012. Los equipos informáticos poseen un centro de procesamiento de datos remoto que activa un segundo o tercer generador eléctrico en caso de que se interrumpa el suministro de energía en el hospital.
En abril, noviembre y diciembre de 2012, los obreros a cargo de construir el hospital paralizaron los trabajos exigiendo a San José Tecnocontrol un aumento de sus remuneraciones, el respeto al Código del Trabajo y el pago de indemnizaciones a funcionarios despedidos injustificadamente. El 7 de marzo de 2013, los trabajadores realizaron una nueva manifestación, esta vez por sueldos impagos. Todas estas protestas incluyeron barricadas que obstruyeron el tránsito de avenida Camino a Rinconada.

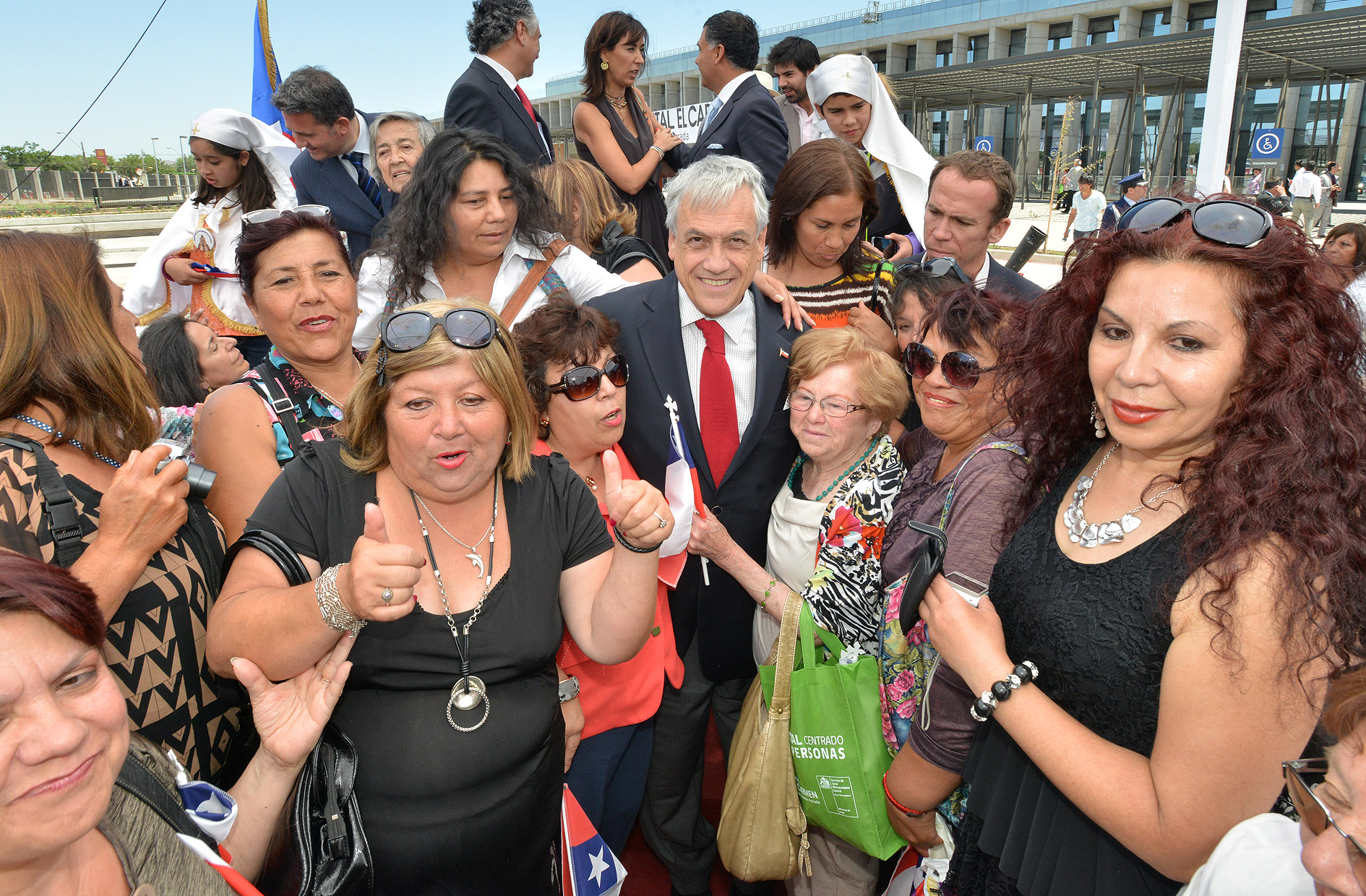
El presidente Sebastián Piñera en la inauguración del hospital en diciembre de 2013.

La inauguración del recinto estaba prevista para comienzos de 2013, pero la constructora San José Tecnocontrol justificó el atraso de las obras por una huelga portuaria en el extranjero que afectó la importación de suministros de construcción a fines de 2012. Debido a esto, el Ministerio de Obras Públicas le dio una prórroga para entregar el edificio, la que venció el 21 de junio de 2013. Ante este nuevo incumplimiento, San José Tecnocontrol comenzó a ser multada con 100 UTM diarias según lo acordado en el contrato de concesión. El 11 de septiembre de 2013, por resolución núm. 650 de la Dirección General de Obras Públicas, se habilitó el 100% de las instalaciones del recinto y se anunció que sería inaugurado parcialmente el 15 de noviembre del mismo año. Sin embargo, días antes de cumplirse el plazo, San José Tecnocontrol informó que la apertura del hospital sería postergada nuevamente, esta vez para fines de noviembre o comienzos de diciembre. La principal razón para este aplazamiento fue que la concesionaria no pudo ingresar los documentos que acreditaban que las observaciones hechas al centro de salud habían sido subsanadas, todo esto en el contexto del paro que los funcionarios públicos llevaban a cabo desde octubre. Finalmente, el 28 de noviembre, el presidente Sebastián Piñera anunció durante la inauguración del Hospital Clínico Metropolitano de La Florida que el Hospital de Maipú abriría sus puertas el 7 de diciembre.

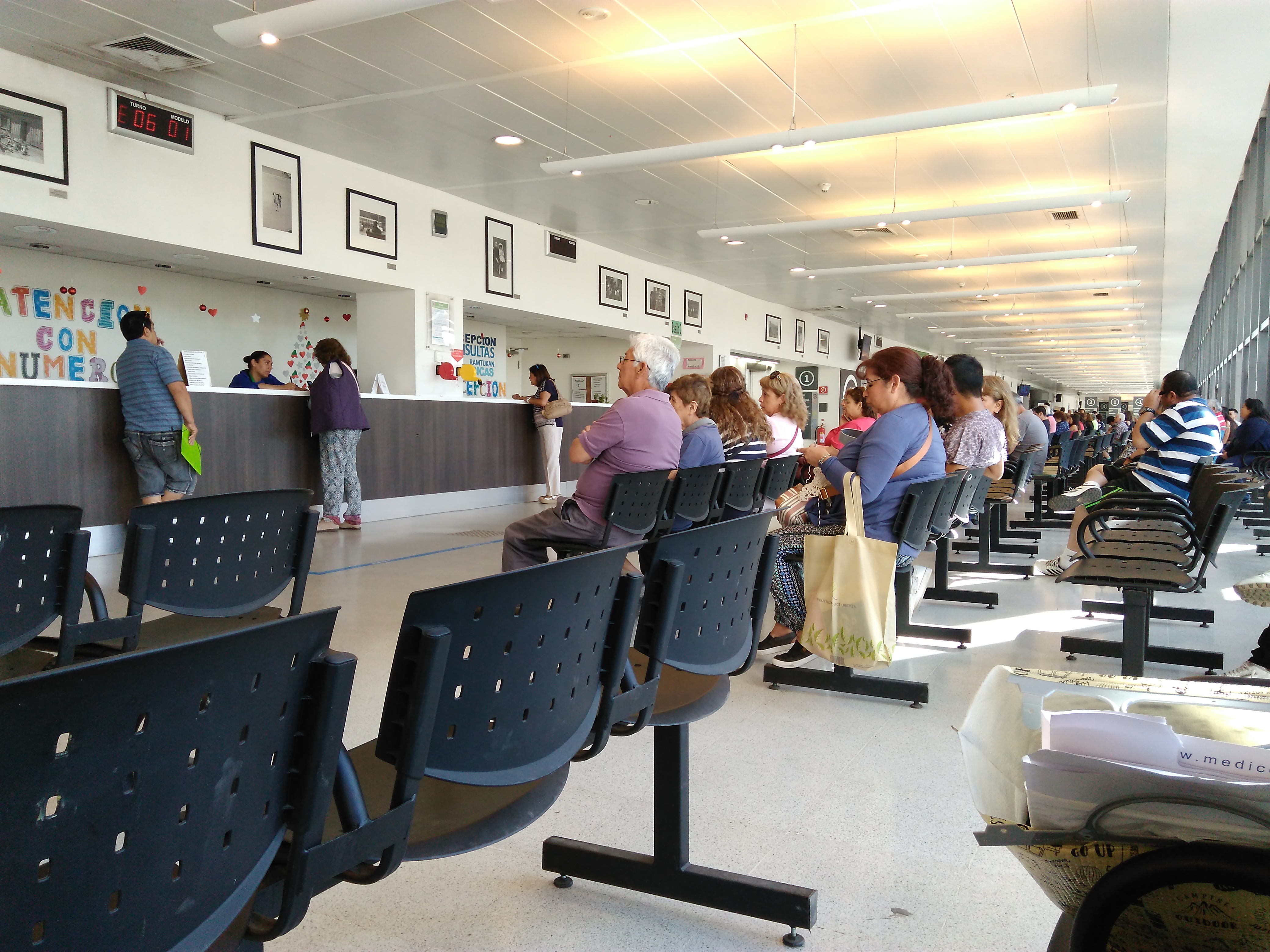
Una de las salas de espera del hospital.

El personal que trabajaba en el Centro de Referencia de Salud (CRS) de Maipú comenzó el proceso de capacitación en marzo de 2013 para atender a los pacientes del Hospital El Carmen.
En marzo de 2014, Ricardo Saavedra asumió como director del hospital. Posteriormente, en septiembre de 2014, dicho cargo recayó en el doctor Ramiro Zepeda. Más adelante, desde enero de 2017, la dirección del hospital estuvo a cargo de la doctora Marianela Rubilar. A Rubilar le siguieron Osvaldo Henríquez Orellana (desde el 27 de marzo de 2018) y Juan Kehr (desde el 6 de diciembre de 2018).